# Olle Hultén
Johan Olof (Olle) Hultén, född 11 juni 1897 i Nyköping, död 3 september 1984 i Gottsunda församling, Uppsala, var en svensk läkare.
Hultén blev medicine licentiat vid Uppsala universitet 1924, medicine doktor 1930, var förste underläkare i Linköping 1933–1936, blev docent 1936, var underkirurg vid Akademiska sjukhuset i Uppsala 1936–1942, krigskirurg i Finland 1941 och professor i kirurgi vid Uppsala universitet 1942–1964. 
Hultén var ledamot av Statens medicinska forskningsråd 1952–1958, Medicinalstyrelsens vetenskapliga råd 1956–1966 och Statens trafiksäkerhetsråd 1959–1967. Han invaldes som ledamot av Kungliga Vetenskaps-Societeten i Uppsala 1953. Hultén författade skrifter i röntgenologi och kirurgi. Han är begravd på Hammarby kyrkogård utanför Uppsala.